# 김남천
김남천(金南天, 1911년 3월 16일 ~ 1953년 8월 6일)은 조선민주주의인민공화국의 소설가 겸 문학평론가이며 아명(兒名)은 김효식(金孝植)이다.

## 생애
평안남도 성천군에서 출생하여 1929년에 평양고등보통학교를 나왔다. 이후 일본 도쿄로 유학하여 호세이 대학교에 입학하였다가 1931년 제적되었다.
일본에서부터 사회주의 운동에 참여하며 카프의 소장파 평론가로 활발한 활동을 펼쳤다. 임화와 함께 문예 운동의 볼셰비키화를 주창하였고, 노동쟁의에도 직접 참가하였다. 1931년에 제1차 카프 검거 사건 때 조선공산주의자협의회 가담 혐의로 기소되었다.
출옥 후 감옥에서의 경험을 토대로 한 단편 〈물〉(1933)을 발표하고 문학적 실천에서의 계급적 주체 문제를 놓고 임화와 논쟁을 벌였다. 장편 《대하》(1939), 연작인 《경영》(1940)과 《맥》(1941) 등을 발표했다.
태평양 전쟁 종전 직후 미군정 지역에서 좌익 활동을 시작했다. 조선문학가동맹을 결성하여 좌익 문인들의 구심점 역할을 담당하던 중, 1947년경에 임화 등과 함께 월북했다. 월북 후 제1기 최고인민회의 대의원, 조선문학예술총동맹 서기장을 역임하였다.
한국 전쟁에도 조선인민군 종군 작가로 참전했으나, 휴전 협정 후 박헌영을 중심으로 한 남로당 세력의 숙청으로 오랜 동지인 임화가 사형 판결을 받았다. 이때 김남천도 함께 숙청당한 것으로 알려졌으나, 정확한 사망 시기는 알 수 없다. 1953년이나 1955년에 사형당했다는 설, 1977년까지도 생존해 있었다는 설이 있다.
대한민국에서는 월북 작가라는 이유로 김남천에 대해 언급하지 못하고 꼭 필요한 경우에는 이름 한 글자를 지우고 언급하다가, 1987년 6월 항쟁 이후 이름을 되찾고 전집이 출간되는 등 재조명되었지만 아직도 북한의 문예사에는 김남천의 흔적이 남아있지 않다.

## 참고 자료
- 권영민 (2004년 2월 25일). 《한국현대문학대사전》. 서울: 서울대학교출판부. 82~84쪽쪽. ISBN 89-521-0461-7.